# S-55C
L'S-55C, a volte citato anche come Explorer 23, è stato un satellite della NASA lanciato come parte del Programma Explorer, terzo e ultimo membro della serie di satelliti S-55 volti allo studio dei micrometeoroidi. Scopo del satellite era infatti quello di ottenere dati circa la concentrazione di questi microcorpi celesti nell'ambiente circostante il pianeta Terra, fornendo quindi una stima il più accurata possibile sulla probabilità che una sonda spaziale potesse essere penetrata da micrometeoroidi e permettendo di definire una più precisa valutazione del rapporto flusso di penetrazione - spessore del materiale di protezione.

## Struttura e progetto
L'Explorer 23 era una sonda spaziale di forma cilindrica, alta circa 234 cm e con un diametro di 61 cm, e fu costruita attorno al quarto stadio del razzo vettore Scout X4, che, una volta esaurito il suo compito di spinta sarebbe rimasto come parte del satellite orbitante. La sonda era dotata di 216 celle pressurizzate in acciaio inossidabile contenenti elio, aventi uno spessore di poco meno di un decimo di millimetro e rivestite di uno strato di AISI 302 spesso 25,4 o 50,8 micron, utilizzate per rilevare penetrazioni e disposte su sette file tutto attorno al corpo del satellite, di 24 pannelli vibranti di forma triangolare in alluminio 6061 e spessi 0,13 cm, utilizzati per rilevare impatti di micrometeoroidi, e di due celle di solfuro di cadmio ricoperte una da uno strato di PET spesso 6,35 micron e l'altra da uno strato di PET di 3,18 micron, utilizzate per determinare dimensione, numero, distribuzione e quantità di moto delle particelle di polvere che bucavano lo strato di PET. Inoltre la sonda era stata progettata anche per raccogliere dati sull'effetto che l'ambiente spaziale, e in particolare le radiazioni, aveva sul funzionamento di condensatori come rivelatori di penetrazione. In tutto questo, la massa del satellite, escluso il motore e l'hardware del quarto stadio del razzo vettore, era di 96,4 kg.

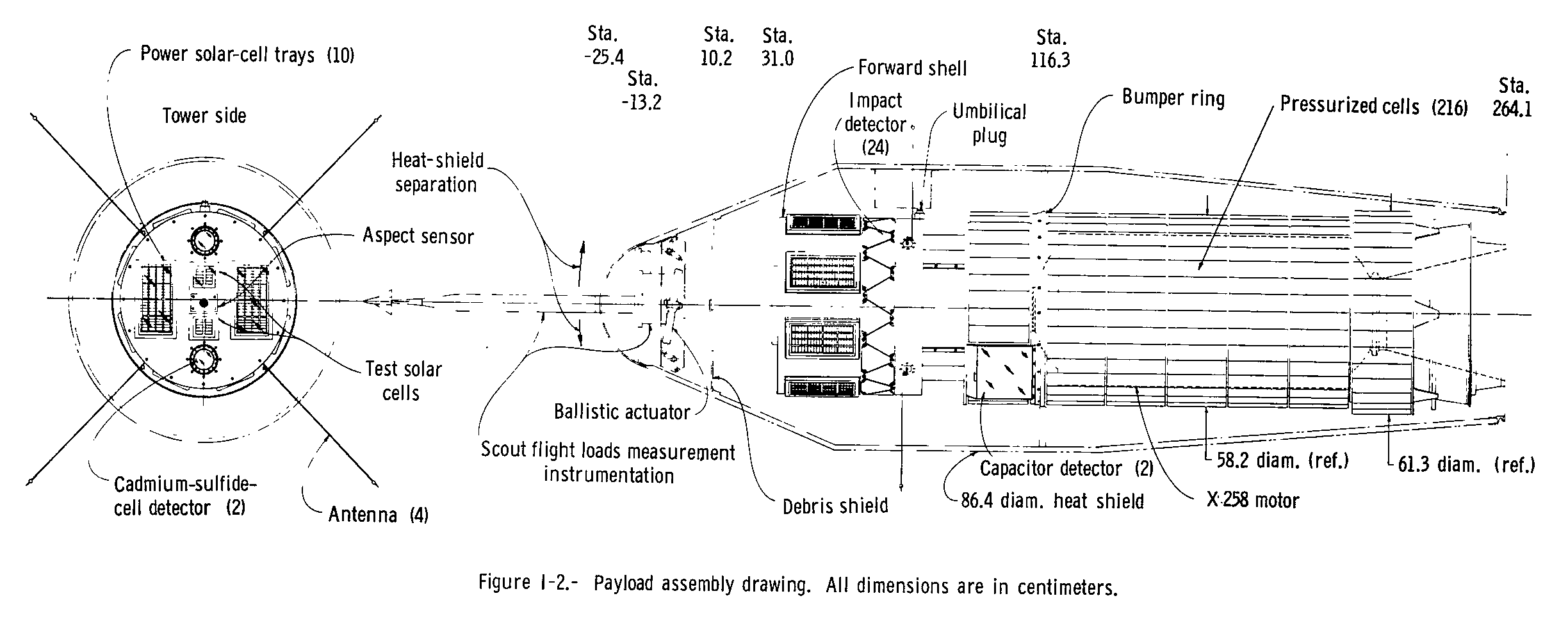
Uno schema del satellite S-55C.

## Lancio e operatività
L'S-55C fu lanciato il 6 novembre 1964 alle 12:00 dalla base aerea di Wallops utilizzando un razzo vettore Scout X-3. Il lancio ebbe successo ma durante il decollo le celle al solfuro di cadmio del satellite furono irrimediabilmente danneggiate (con ogni probabilità si ruppero gli strati di PET) e rese inservibili.
Una volta messo in orbita il satellite si stabilizzò utilizzando la tecnica di stabilizzazione di spin, una tecnica di stabilizzazione passiva nella quale l'intero veicolo ruota su se stesso in modo che il suo vettore di momento angolare rimanga pressoché fissato nello spazio inerziale e dove il movimento di rotazione è stabile se il satellite gira attorno all'asse che ha momento d'inerzia massimo.
La sonda rimase operativa per un anno, facendo perdere i contatti il 7 novembre 1965; infine, il 29 giugno 1983, rientrò nell'atmosfera terrestre andando completamente distrutta.

## Risultati scientifici
I rilevatori di impatto in lega di alluminio erano in grado di dividere gli impatti in tre gruppi a seconda della quantità di moto delle particelle impattanti. Nel suo anno di funzionamento, Explorer 23 registrò 14.169 impatti con quantità di moto superiore a 3,0x10-7 N/s, 218 impatti con quantità di moto superiore a 8,0x10-6 N/s e 2 impatti con quantità di moto superiore a 1,2x10-4 N/s. I rilevatori di penetrazione registrarono invece 50 perforazioni, nel caso delle celle con rivestimento spesso 50 micron, e 74 perforazioni, nel caso di quelle con rivestimento spesso 25 micron.
In entrambi i casi i risultati furono in accordo con quanto già registrato nelle precedenti missioni aventi come scopo la valutazione dei micrometeoroidi presenti nell'ambiente spaziale prossimo alla Terra.